# Oh No
Oh No är OK Gos andra album, utgivet i augusti 2005 av Capitol Records. Det producerades av Tore Johansson. Albumet innehåller hitarna "Do What You Want" och "A Million Ways" som båda finns som singlar. "Here It Goes Again" och "Do What You Want" finns som soundtrack till många Electronic Arts-spel.

## Låtlista
1. "Invincible" - 3:30
2. "Do What You Want" - 3:06
3. "Here It Goes Again" - 2:59
4. "A Good Idea at the Time" - 3:14
5. "Oh Lately It's So Quiet" - 3:00
6. "It's a Disaster" - 3:21
7. "A Million Ways" - 3:13
8. "No Sign of Life" - 3:48
9. "Let It Rain" - 2:56
10. "Crash the Party" - 2:24
11. "Television, Television" - 2:39
12. "Maybe, This Time" - 3:15
13. "The House Wins" - 4:15